# Oru (Aseri)
Koordinaten: 59° 27′ N, 26° 48′ O
Oru ist ein Dorf (estnisch küla) in der Landgemeinde Aseri (Aseri vald). Es liegt im Kreis Ida-Viru (Ost-Wierland) im Nordosten Estlands.
Das Dorf hat 23 Einwohner (Stand 2011).